# Bilecik (stad)
Bilecik is de hoofdstad (İl Merkezi) van het gelijknamige district en de provincie Bilecik in Turkije. De plaats telt 228.495 inwoners.
Bezienswaardig is het mausoleum van Seyh (Sheik) Edebali.

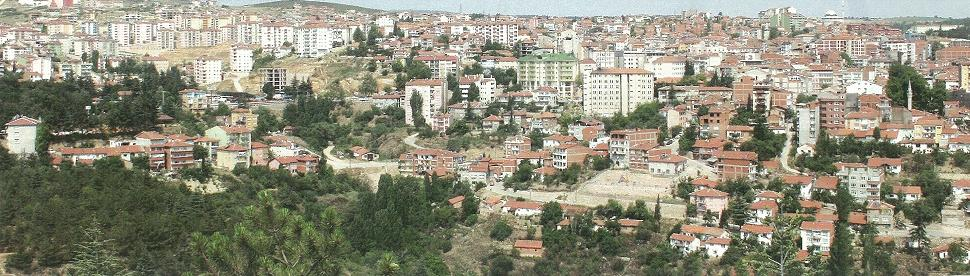
Zicht op het stadje

## Verkeer en vervoer

### Wegen
Bilecik ligt aan de nationale weg D650.
- Gemeinsame Normdatei: 4488388-2
- TDVİA: bilecik
- Virtual International Authority File: 5864159478055727990009